# Oued Massa

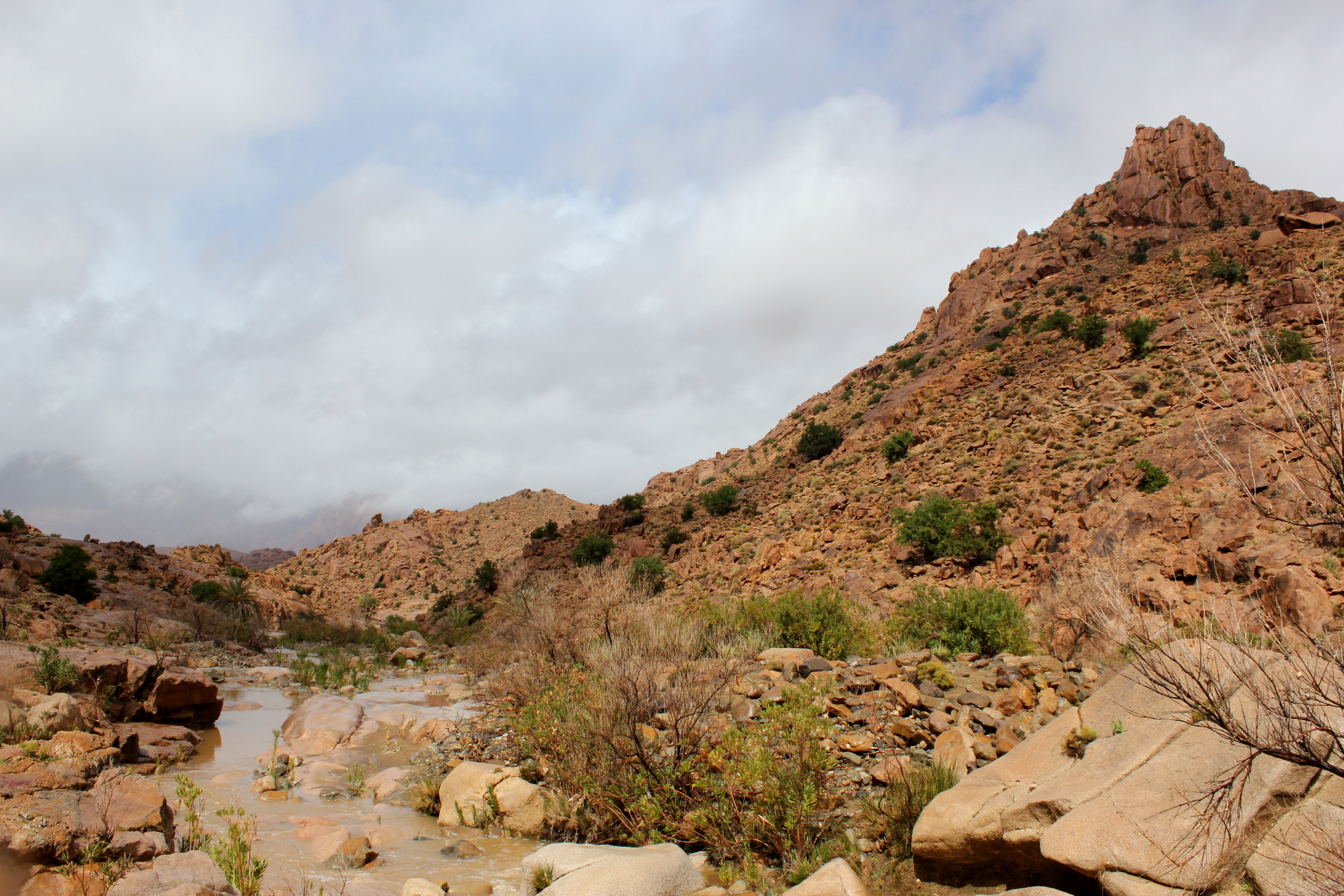
Oberlauf des Oued Massa bei Tafraoute

Der Oued Massa oder Oued Masa (arabisch وادي ماسة, Zentralatlas-Tamazight ⴰⵙⵉⴼ ⵏ ⵎⴰⵙⵙⴰ) ist ein ca. 120 km langer Küstenfluss in der Region Souss-Massa im Südwesten Marokkos.

## Geographie
Der Oued Massa entspringt im vergleichsweise regenreichen äußersten Westen des Anti-Atlas-Gebirges östlich von Tafraoute, durchfließt streckenweise das Tal der Ammeln und mündet im Souss-Massa-Nationalpark etwa auf halber Distanz zwischen den Städten Agadir und Tiznit in den Atlantik. Da das Quellgebiet vom Frühjahr bis in den Spätherbst hinein trockenfällt, variiert die Länge des Flusses mit den Jahreszeiten – während und nach der winterlichen Regenzeit sind es etwa 120 km; im Sommer und Herbst sind es nur etwa 100 km (manchmal auch weniger). Der gesamte Mittellauf fällt den größten Teil des Jahres trocken.

## Naturschutzgebiet
Der Nationalpark Souss Massa gehört wegen seines Reichtums an seltenen und geschützten Vögeln (darunter Waldrapp, Purpurreiher etc.) zu den bedeutendsten Naturschutzgebieten Afrikas.

## Stausee
Der im Jahr 1972 fertiggestellte Stausee Youssef Ben Tachfin ist von großer Bedeutung für die Bewässerung landwirtschaftlicher Flächen (ca. 18.000 ha) am Unterlauf des Flusses: Über ein System von Kanälen wird das Wasser bis in etwa 20 km nördlich gelegene Anbauflächen geleitet. Auch für die Trinkwasserversorgung der Stadt Tiznit ist der Stausee von entscheidender Bedeutung. Generell sorgt der Stausee für eine Anhebung des Grundwasserspiegels, was auch der Pflanzen- und Tierwelt des Souss-Massa-Nationalparks zugutekommt.